# Han Myeong-sook
Han Myeong-sook (Pyongyang, 24 maart 1944) is een Zuid-Koreaanse politicus. Zij was tussen 2006 en 2007 premier onder president Roh Moo-hyun. Zij was de eerste vrouwelijke premier van Zuid-Korea.

Ze studeerde af aan de Ehwa Universiteit met een graad in Franse literatuur.

## Politieke loopbaan
In 2001 was zij minister van Gendergelijkheid en Gezin en van 2003 tot 2004 minister van Milieu.
Op 24 maart 2006, na het aftreden van premier Lee Hai-chan, werd zij door president Roh Moo-hyun benoemd tot premier. Daarmee werd Han Myung-Sook de eerste vrouwelijke premier van Korea.